# Коњоколи Монтики
Коњоколи Монтики (фр. Cognocoli-Monticchi) је насељено место у Француској у региону Корзика, у департману Јужна Корзика.
По подацима из 2011. године у општини је живело 178 становника, а густина насељености је износила 4,98 становника/km².

## Демографија
| 1990. | 2011. |
| ----- | ----- |
| 173   | 178   |